# 23 giugno
Il 23 giugno è il 174º giorno del calendario gregoriano (il 175º negli anni bisestili). Mancano 191 giorni alla fine dell'anno.

## Eventi
- 229 – Sun Quan si proclama imperatore del Sun Wu;
- 1565 – Sull'isola di Malta, assediata dai Turchi, cade la difesa di Forte Sant'Elmo;
- 1607 – Apparizione della Madonna ad Ardesio;
- 1672 – Guerra d'Olanda: Luigi XIV di Francia fa il suo ingresso trionfale a Utrecht appena conquistata;
- 1713 – Ai residenti francesi dell'Acadia viene dato un anno per decidere se dichiarare fedeltà al Regno Unito o lasciare la Nuova Scozia (Canada);
- 1796 – Armistizio di Bologna fra papa Pio VI e la Francia nella persona del generale Napoleone Bonaparte;
- 1812 – Napoleone inizia la Campagna di Russia;
- 1815 – In Francia i deputati votarono a favore della richiesta di abdicazione di Napoleone;
- 1858 – Rapimento di Edgardo Mortara;
- 1865 – Guerra civile americana: si arrende l'ultimo generale confederato, il Cherokee Stand Watie;
- 1887 – Viene creato il Banff National Park, il primo parco nazionale del Canada;
- 1894 – Il Comitato Olimpico Internazionale viene costituito alla Sorbona (Parigi) su iniziativa del barone Pierre de Coubertin;
- 1900 – A Parigi viene ufficialmente ultimata la Chiesa del Sacro Cuore;
- 1905 – L'aeroplano Wright Flyer III, costruito dai fratelli Wright, compie il primo storico volo di un aeromobile più pesante dell'aria;
- 1919 – In Bessarabia scoppia la Rivolta di Chotyn;
- 1939 – A Berlino l'Italia e la Germania firmano l'accordo che prevede le opzioni per i cittadini dell'Alto Adige di madrelingua tedesca; chi vuole può rinunciare alla cittadinanza italiana e trasferirsi nel Reich;
- 1940 – La Francia si arrende alla Germania nazista; nell'occasione, Adolf Hitler compie la sua prima e unica Blitzbesuch ("breve visita") a Parigi visitandone i monumenti accompagnato dagli architetti Albert Speer e Hermann Giesler e dal suo scultore preferito Arno Breker[1];
- 1946 – Termina l'edizione 1945-1946 della Lega Nazionale A;
- 1956 – Gamāl ʿAbd al-Nāṣer Ḥusayn diviene presidente dell'Egitto;
- 1969 – Esce il primo numero del quotidiano il manifesto;
- 1971 – Durante il vertice dell'Organizzazione dell'unità africana sei Stati (Dahomey, Gabon, Lesotho, Madagascar, Malawi e Mauritius) votano a favore del "dialogo" con il Sudafrica;
- 1978 – In Giamaica inizia la prima edizione del Reggae Sunsplash, primo grande festival di musica Reggae al mondo;
- 1982 – Viene inaugurata la linea ferroviaria ad alta velocità Tōhoku Shinkansen con la tratta Ōmiya-Morioka;
- 1990 – Durante un concerto dei The Cure al Glastonbury Festival una donna viene gravemente calpestata dalla folla di spettatori e rischia un attacco cardiaco: quando i musicisti se ne accorgono interrompono l'esecuzione del brano Fascination Street e attendono che un'eliambulanza porti in salvo la donna[2];
- 1991 – Esce negli USA e in Europa il videogioco Sonic the Hedgehog, primo titolo della serie Sonic; il titolo godrà di enorme successo e il riccio blu protagonista diventerà la mascotte dell'azienda SEGA;
- 1992
  - In Israele le elezioni legislative sono vinte dal Partito Laburista Israeliano sotto la guida di Yitzhak Rabin;
  - Il criminale John Gotti è condannato all'ergastolo per l'omicidio di Paul Castellano;
- 1993
  - Lorena Bobbitt evira il marito con un coltello da cucina;
  - A Losanna (Svizzera), sede del CIO, viene inaugurato il Museo olimpico;
- 1994 – La Repubblica Sudafricana, dopo aver abolito le leggi sull'Apartheid, viene riammessa all'Assemblea generale delle Nazioni Unite;
- 1996
  - Terminano i XX Campionati mondiali di ginnastica ritmica sportiva;
  - Dopo aver vinto il torneo King of the Ring contro Jake Roberts, Steve Austin conia il motto "Austin 3:16";
  - A Londra Pete Sampras si conferma campione di Wimbledon, battendo in finale Cédric Pioline;
  - Si combatte la prima delle fittizie battaglie di Hogwarts del mondo di Harry Potter;
  - Viene messo in vendita in Giappone il Nintendo 64, ultima console per videogiochi a cartuccia di Nintendo;
- 1999 – A Robben Island una nave cargo carica di petrolio affonda vicino all'isola sudafricana (famosa per essere stata il luogo dove sorse il carcere che fu tra l'altro la dimora di Nelson Mandela come prigioniero politico ai tempi dell'Apartheid) causando la scomparsa di oltre 23000 pinguini;
- 2006 – Apre al pubblico a Parigi il Musée du quai Branly, ideato e promosso da Jacques Chirac e dedicato alle arti primitive non occidentali; l'edificio diventerà una delle opere più celebri del suo progettista Jean Nouvel grazie alla presenza di un grande green wall curato dal botanico Patrick Blanc e composto da circa 15000 piante di 150 specie da tutto il mondo[3], portate a 350 specie con il rinnovo del 2018[4];
- 2007 – A Valencia ha inizio la 32ª America's Cup Match;
- 2008 – La NASA annuncia che il Phoenix Mars Lander ha rivelato la presenza di acqua congelata su Marte[5];
- 2010 – Viene divulgata la notizia della scoperta di intensi venti carichi di monossido di carbonio (CO) nell'atmosfera del pianeta extrasolare HD 209458 b;
- 2012 – In Cina si svolge la Festa delle barche drago;
- 2016 – Nel Regno Unito si vota la "Brexit", ossia il Referendum sulla permanenza nell'Unione europea che stabilisce l'uscita da quest'ultima.

## Nati
Ci sono circa 1 100 voci su persone nate il 23 giugno; vedi la pagina Nati il 23 giugno per un elenco descrittivo o la categoria Nati il 23 giugno per un indice alfabetico.

## Morti
Ci sono circa 490 voci su persone morte il 23 giugno; vedi la pagina Morti il 23 giugno per un elenco descrittivo o la categoria Morti il 23 giugno per un indice alfabetico.

## Feste e ricorrenze

### Civili
Internazionali:
- Giornata mondiale degli abbracci
- United Nations Public Service Day

Nazionali:
- Estonia - Festa nazionale estone
- Lettonia - Festa nazionale
- Lussemburgo - Festa nazionale
- Svezia - Festa di mezza estate
- Nicaragua, Polonia - Festa del papà

### Religiose
Cristianesimo:
- Santa Agrippina di Mineo, vergine e martire
- San Bilio, vescovo e martire
- Sant'Eteldreda di Ely, badessa
- San Giuseppe Cafasso, sacerdote
- San Lanfranco Beccari, vescovo di Pavia
- San Liberto di Cambrai, vescovo
- Santi Martiri di Nicomedia
- Santi di Vladimir (Chiese di rito orientale)
- San Tommaso Garnet, martire
- San Valero di Bouvignes, martire
- Santi Zenone di Filadelfia e Zena, martiri
- Beata Francesca Martel, vergine mercedaria
- Beato Lupo de Paredes, mercedario
- Beata Maria d'Oignies, fondatrice delle beghine
- Beato Pietro Giacomo da Pesaro, sacerdote agostiniano
- Beata Maria Raffaella Cimatti, religiosa

Religione romana antica e moderna:
- Periodo solstiziale, terzo giorno